# Joan Mistacó
Joan, apodat Mistacó ("el bigotut"; en grec: Ἰωάννης ὁ Μυστάκων; fl. 580–590), va ser un destacat general romà oriental a les guerres amb els sassànides durant els regnats dels emperadors romans d'Orient Tiberi II (r. 578–582) i Maurici (r. 582–602).

## Biografia
Nascut a la Tràcia, Joan apareix per primera vegada a la història com a general a l'Armènia romana l'any 579, juntament amb Curs. Si no ocupava ja el càrrec de magister militum per Armeniam en aquell moment, va ser-ho en algun moment entre el 579 i el 582, moment en el qual es ascendit a magister militum per Orientem pel recentment coronat Maurici. Poc després d'això, possiblement a la tardor del 582, va lliurar una batalla campal important contra els sassànides sota Kardarigan prop de la confluència dels rius Nymphius (l'actual Batman ) i elTigris. En aquesta batalla, Joan dirigia el centre, mentre que el seu antic col·lega Curs comandava l'ala dreta i el general Ariulf l'ala esquerra. Inicialment, la batalla va anar bé, el centre i l'esquerra van fer retrocedir els perses, però Curs no va seguir, suposadament a causa de la seva gelosia vers Joan, provocant que l'exèrcit romà oriental es retirés derrotat. Després d'una altra derrota durant un setge infructuós del fort Acbas, va ser substituït (a finals de 583) per Filípic.
Cap al 585 es va casar amb Placidia, filla d'Anastasi i Juliana (descendent d'Olibri, emperador romà d'Occident). S'ha suggerit que Joan era el fill d'Artabanes, un descendent dels Arsàcides el pare i el germà dels quals es deien Joan. En aquesta reconstrucció, Joan i Placidia serien els pares de: Manel i Valentí Arsakouni, que també eren d'ascendència arsàcida.
El 587, se li va confiar breument el comandament a Tràcia contra els àvars després de la derrota i captura del comandant local Castus. Joan va aixecar el setge àvar d'Adrianòpolis després de derrotar-los a la batalla, però es va negar a perseguir-los per precaució. Cap al 589, va tornar al comandament a Armènia com a magister militum, càrrec que va ocupar fins uns anys després de la pau amb Pèrsia del 591, quan va ser rellevat per Heracli el Vell . Aproximadament a la mateixa època, va ser elevat al rang de patrici. El 589, va assetjar la capital armènia Dvin, però en saber de la rebel·lió del general Vararanes Chobin contra el rei persa Ormazd IV (r. 579–590), va aixecar el setge i, aprofitant les lluites internes perses, va fer una incursió a l'Azerbaidjan controlat pels perses, aconseguint molt botí i captius. El 591, va participar a la campanya conjunta romano-persa, liderada per Narses per restaurar Còsroes II (r. 590–628), el legítim governant persa, al seu tron. Al capdavant de les seves tropes armènies, va lluitar en la decisiva batalla del Balàrat, que va portar a la derrota final de l'usurpador Vararanes.